# كلايتون شيلدز
كلايتون شيلدز (بالإنجليزية: Clayton Shields)‏ (28 مارس 1976 - ) هو مدرب كرة سلة ولاعب كرة سلة أمريكي في مركز هجوم صغير الجسم. لعب مع New Mexico Lobos men's basketball ‏.

## وصلات خارجية
- كلايتون شيلدز على موقع كلية كرة السلة في سبورتس رفرنس.كوم (الإنجليزية)